# Bazzania denudata
Bazzania denudata là một loài rêu tản trong họ Lepidoziaceae. Loài này được (Torr. ex Lindenb.) Trevis. miêu tả khoa học lần đầu tiên năm.